# 漢諾威城市快鐵

漢諾威城市快鐵系統地圖

漢諾威城市快鐵（德語：S-Bahn Hannover）是德國城市漢諾威的S-Bahn系統。漢諾威城市快鐵開業於2000年漢諾威世博會開幕之前，服務範圍包括了漢諾威及其郊區。現在漢諾威城市快鐵共有10條路線。

## 外部連結
维基共享资源上的相關多媒體資源：Hanover S-Bahn
- . Deutsche Bahn.   [4 August 2011]. （原始内容存档于2012-01-02） （德语）.
- . Großraum-Verkehr Hannover.   [4 August 2011]. （原始内容存档于2014-10-28） （德语）.
- (PDF, 167 KB). Großraum-Verkehr Hannover.   [4 August 2011] （德语）.[]

1. ↑  . S-Bahn Honnover.   [2025-05-08]. （原始内容存档于2025-07-08）.